# CASA C-295
CASA C-295 je dvomotorni vojni transportni zrakoplov kojeg proizvodi španjolska tvrtka EADS-CASA.

## Dizajn i razvoj
C-295 je nasljednik transportnog zrakoplova CASA CN-235 španjolsko-indonezijske proizvodnje koji je doživio komercijalni uspjeh. Novi zrakoplov ima 50% veći kapacitet utovara i nove PW127G motore. Prvi avion je poletio 28. studenoga 1997. dok su prvotni korisnik bile španjolske zračne snage.
CASA C-295 se proizvodi u Airbusovom proizvodnom pogonu u Sevilli kod aerodroma San Pablo.

## Namjena
C-295 ima širok spektar transportnih uloga koje mu mogu biti dodijeljene:
- transport vojnika - 71 sjedalo;
- transport paleta - pet paleta dimenzija 108 × 88 ili deset paleta dimenzija 88 × 54;
- medicinski prijevoz - transport do 24 ranjenika;
- transport avionskih motora (tri EJ200) ili lakih vojnih vozila (tri vozila tipa Land Rover);
- mornarička ophodna uloga - 12-satno izviđanje pomorskog teritorija.

## Operativna povijest
CASA C-295 se koristi u 12 zemalja diljem svijeta a do sada je proizvedeno oko 80 zrakoplova. Zrakoplov je prvotno namijenjen španjolskom ratnom zrakoplovstvu ali su ga nakon njega počele koristiti i mnoge druge zračne snage u svijetu.
Nakon što su USAF i američka vojska 13. lipnja 2007. objavili javni natječaj o uvođenju novog transportnog zrakoplova u službu tvrtka EADS-CASA je ponudila svoj zrakoplov. Međutim, C-295 je odbijen uz obrazloženje da CASA-in zrakoplov vojsci predstavlja visoki rizik pri letovima na velikim udaljenostima i visinama.
Također, C-295 je predstavljen i Kraljevskim kanadskim zračnim snagama koje namjeravaju zamijeniti postojeći DHC-5 Buffalo.

## Korisnici
- Španjolska: španjolske zračne snage su primarni korisnik te koriste 13 zrakoplova C-295 pod oznakom T.21.
- Alžir: alžirskim zračnim snagama je dostavljeno šest zrakoplova C-295 koji se koriste za potrebe transporta i izviđanja. Alžir je naručio i četiri modela C-295 MSA/MPA.[3] Jedan zrakoplov iz prve serije od njih šest se srušio na jugu Francuske u studenom 2012.[4]
- Brazil: brazilskom ratnom zrakoplovstvu je kao zamjena za postojeći transportni zrakoplov DHC-5 Buffalo dostavljeno 12 zrakoplova koji se u Brazilu koriste pod oznakom C-105A Amazonas.[3]
- Češka: češke zračne snage su naručile četiri C-295M kao zamjenu za sovjetske transportere Antonov An-26. Posljednji C-295 bit će dostavljen krajem 2010. Zrakoplovi su smješteni u zračnoj bazi Kbely.[5]
- Čile: čileanska ratna mornarica je naručila tri C-295 MPA kao zamjenu za P-3ACH Orion. Čile također ima opciju da se drugih pet C-295 zamijeni kombiniranu flotu od tri C-212A i osam EMB-111 Bandeirante zrakoplova.
- Egipat: egipatske zračne snage su naručile tri transportna zrakoplova za potrebe taktičkog i logističkog transporta a isporuka se očekuje tokom 2011.[6] Prvi zrakoplov je dostavljen 24. rujna 2011.[7]
- Finska: finske zračne snage koriste dva C-295M a naručen je još jedan takav model. Taj zrakoplov je opremljen sustavom koji je razvio Lockheed Martin[8] a njegova isporuka se očekuje 2013. Finska ima opciju narudžbe dodatnih četiri zrakoplova.[3]
- Gana: ratno zrakoplovstvo Gane je naručilo dva C-295 koji bi zamijenili postojeće transportne zrakoplove Fokker F27.[9] Prvi zrakoplov je zemlji dostavljen 18. studenog 2011.[10]
- Indonezija: za potrebe ratnog zrakoplovstva naručeno je devet zrakoplova koji će služiti taktičkom i logističkom transportu. Tri aviona bit će sastavljeno u indonežanskoj tvrtci PT Dirgantara Indonesia koja je prije toga proizvodila CN-235, prethodnika C-295.[11] Prva dva zrakoplova španjolske proizvodnje dostavljeni su u rujnu 2012. dok se konačna isporuka očekuje u ljeto 2014.[12][13]
- Jordan: Kraljevske jordanske zračne snage koriste dva zrakoplova.[3]
- Kazahstan: kazačke zračne snage su naručile dva C-295 a kasnije još šest zrakoplova.[14]
- Kolumbija: kolumbijske zračne snage su naručile četiri C-295; posljednji zrakoplov je dostavljen u travnju 2009. U rujnu 2012. je naručen još jedan zrakoplov C-295 čija se isporuka očekuje početkom 2013. Time će zračne snage raspolagati s ukupno pet transportera C-295.
- Meksiko: meksičke zračne snage raspolažu sa šest modela C-295M. Oni djeluju unutar 301. eskadrona koji je stacioniran u zračnoj bazi Santa Lucia. Također, korisnik C-295 je i meksička ratna mornarica čija se četiri transportna zrakoplova nalaze u mornaričkoj zračnoj bazi Tapachula.
- Oman: Kraljevske omanske zračne snage su 2012. naručile pet C-295M za taktički transport te tri C-295 MPA za mornaričku izvidnicu.[15]
- Poljska: poljskom ratnom zrakoplovstvu je dostavljeno 14 zrakoplova kao zamjena za postojeći Antonov An-26. Danas ih je u uporabi 13 jer se jedan C-295 srušio 23. siječnja 2008. u Mirosławiecu. Svi postojeći zrakoplovi su smješteni u zračnoj bazi Kraków-Balice. Zračne snage namjeravaju naručiti još zrakoplova tako da će tijekom 2013. raspolagati s njih 16 čime će biti najveći korisnik C-295 na svijetu.[16]
- Portugal: portugalskim zračnim snagama je dostavljeno 12 C-295 kao zamjena za C.212 Aviocar. Svi zrakoplovi su smješteni u zračnoj bazi Montijo pokraj Lisabona[3] a petorici zrakoplova je dodijeljena mornarička izviđačko-ophodna uloga.

## Zračne nesreće i incidenti
- 23. siječnja 2008. srušio se jedan CASA C-295 poljskih zračnih snaga. Avion je letio iz Varšave preko Powidza i Krzesinyja do Mirosławieca. Zrakoplov se srušio pokraj 12. zračne baze u Mirosławiecu a u nesreći je poginulo svih 20 putnika i članova posade.[17][18] Nakon tog incidenta prizemljeni su svi C-295 u službi poljskih zračnih snaga.[19] Poljski ministar obrane Bogdan Klich je nakon istrage otpustio petero ljudi zaposlenih u ratnom zrakoplovstvu. Razlog tome bili su rezultati istrage koji su pokazali na niz višestrukih propusta koji su doveli do tragedije 23. siječnja 2008.[20]
- 31. listopada 2011. češko ratno zrakoplovstvo je po treći puta prizemljilo svoju flotu od četiri transportna zrakoplova CASA C-295M zbog greške na opremi. Riječ je o navigacijskom zaslonu koji je prestao raditi prilikom slijetanja aviona dok je glasnogovornica zračnih snaga Mira Trebicka dala službenu izjavu "Da je jedan od dva motora prestao raditi". Također, zrakoplovi su bili prizemljeni i tijekom veljače i svibnja iste godine zbog greški na sustavu avionike.[21]
- 9. studenog 2012. CASA C-295 alžirskih zračnih snaga srušila se na jugu Francuske pri povratku iz Pariza u Alžir. U nesreći su poginula četiri putnika dok se za preostala dva još traga.[22][23][24]

## Tehničke karakteristike (C-295M)
Izvori podataka: Airbus Military.com
Osnovne karakteristike
- posada: 2
- kapacitet: 71 vojnik
- dužina: 24,5 m
- površina krila: 59 m²
- visina: 8,6 m

Letne karakteristike
- najveća brzina: 576 km/h (358 mph)
- ekonomska brzina: 480 km/h (300 mph)
- dolet: 
4.300 km (2.600 milja) (uvjet je do 4.550 kg tereta)
1.333 km (828 milja) (uz max. opterećenje teretom)
- najveća visina leta: 7.620 m
- motor: 2× Pratt & Whitney Canada PW127G turbofen motor